# Malteser Commende

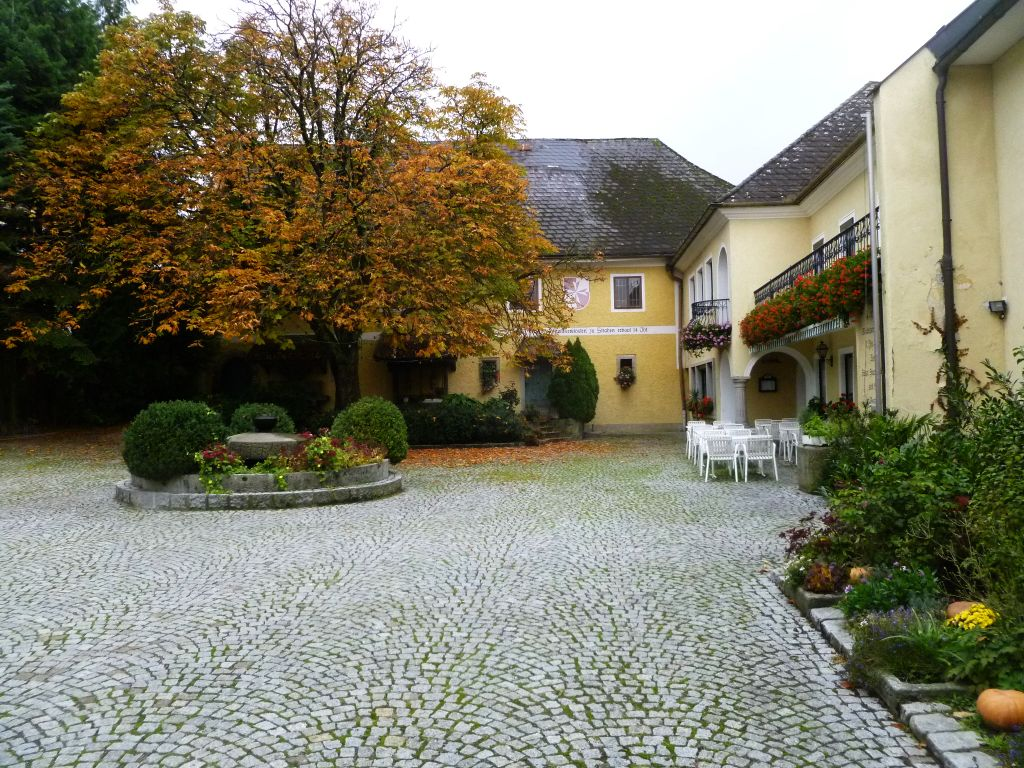
Malteser Commende

Die Malteser Commende ist eine ehemalige Kommende in der Gemeinde Stroheim im Bezirk Eferding von Oberösterreich. Die Gebäudeanlage steht unter Denkmalschutz.

## Geschichte
Die Kommende war eine Stiftung der Grafen von Schaunberg. Sie wurde 1260 dem Ritterorden der Johanniter, Johannitern von der Mailberg, später Souveräner Malteserorden genannt, übergeben. Die gotischen Wappen- und Inschriftsteine oberhalb des Eingangsportals zeugen von dieser Stiftung. Der an der Pfarrkirche angegliederte Bau hatte bis ins 15. Jahrhundert als Johanniterkommende gedient und war eine der frühesten Niederlassungen der Komturei Mailberg in Niederösterreich. Danach fiel Stroheim aufgrund wirtschaftlicher Schwierigkeiten in den Rang einer Pfarrei zurück. Unter Joseph Reichsgraf von Colloredo, bevollmächtigter Minister und Groß-Prior des Malteser Ordens, wurde 1790 das dem Malteser Orden gehörige Stift Stroheim samt Zubehör um 6000 Gulden an Georg Adam Reichsgrafen von Starhemberg verkauft. Bis zur Aufhebung der Grundherrschaften im Jahre 1848 galt das Stroheimer Malteserstift als adeliger Freisitz. 

## Malteser Commende heute
Das unter Denkmalschutz stehende Haus in Stroheim Nr. 1 wird jetzt noch „Malteser-Stöckl“ genannt. Heute ist dort der Ausflugsgasthof „Stroheimerhof“ untergebracht. Es ist ein zweigeschoßiger Baukörper mit traufständigem Standerker. Vom ursprünglichen Bau sind noch zwei Mönchszellen erhalten. Von besonderer künstlerischer Bedeutung ist die im Obergeschoß befindliche Tramdecke aus dem 16. Jahrhundert. Diese äußerst aufwändig gearbeitete Holzdecke, die in der Literatur eine entsprechende Würdigung erfährt, besitzt einen nahezu unveränderten Oberflächenzustand mit Resten der Bemalung aus der Entstehungszeit.

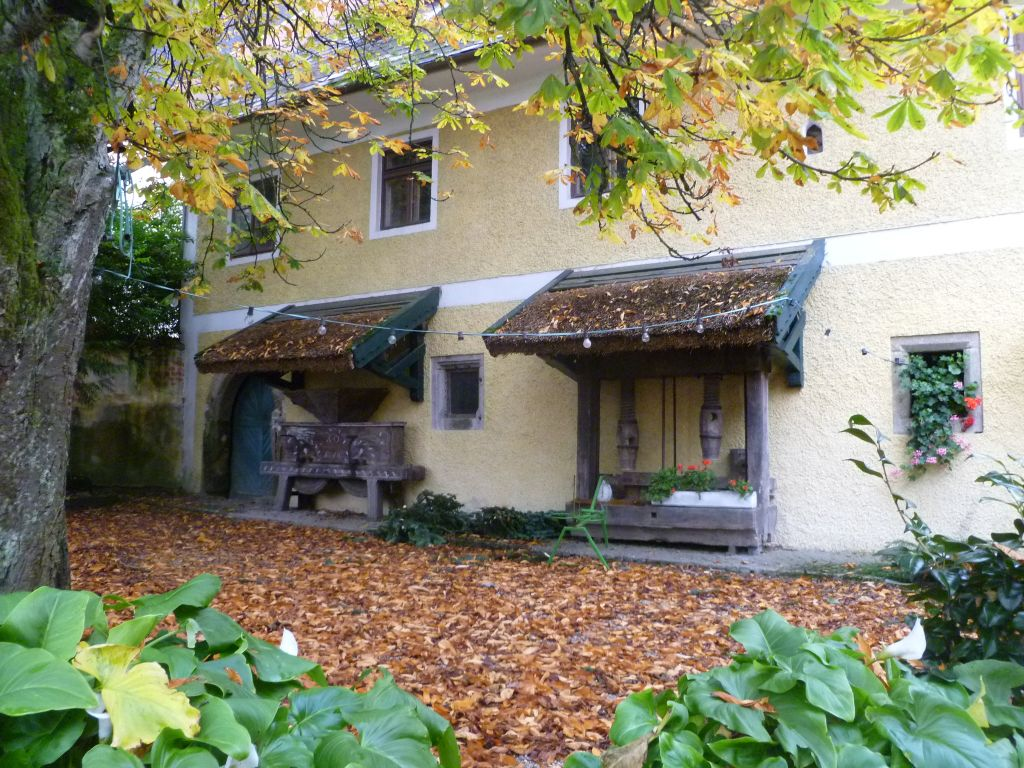
Malteser Commende in Stroheim
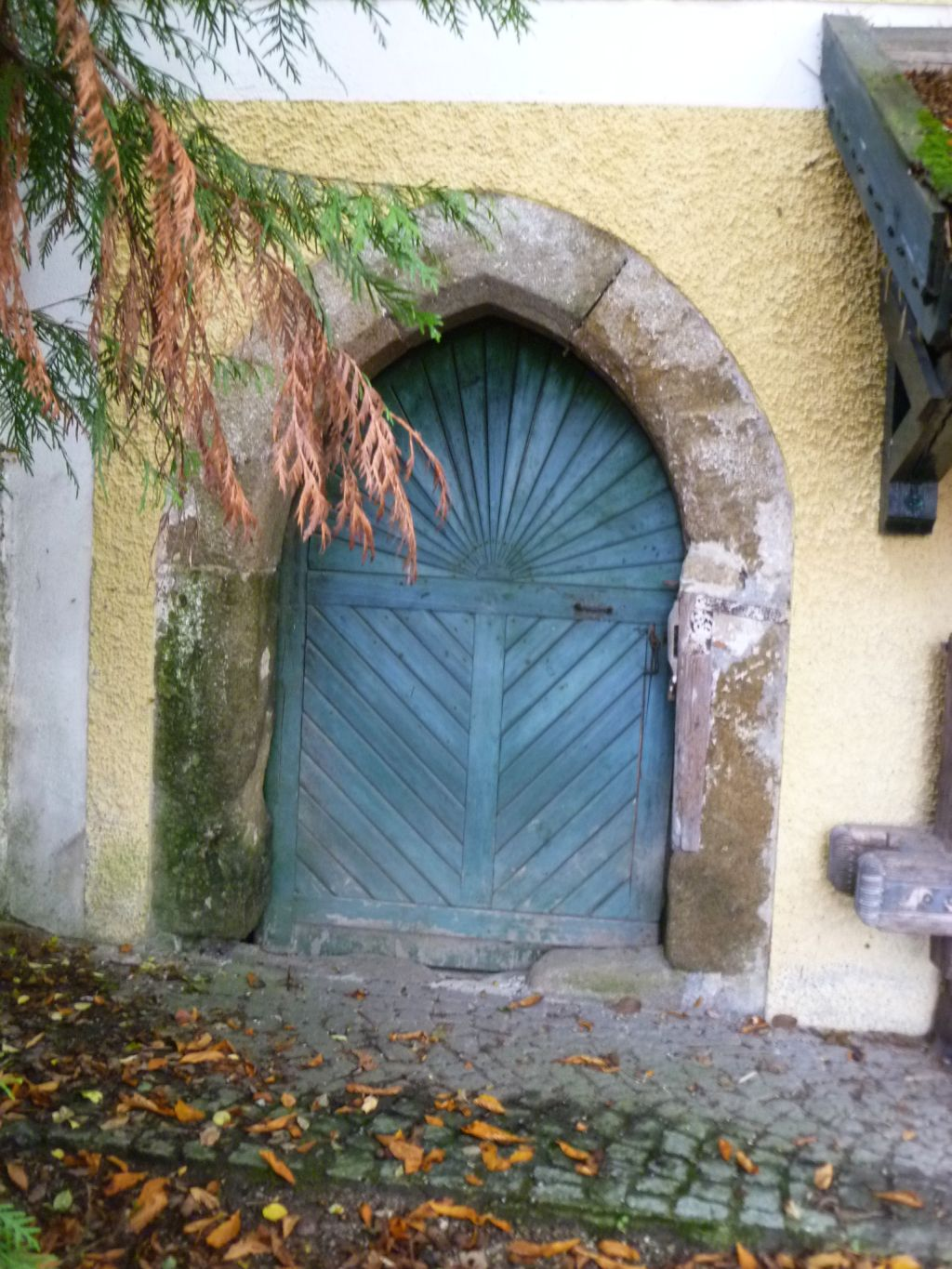
Eingangstür zur Malteser Commende
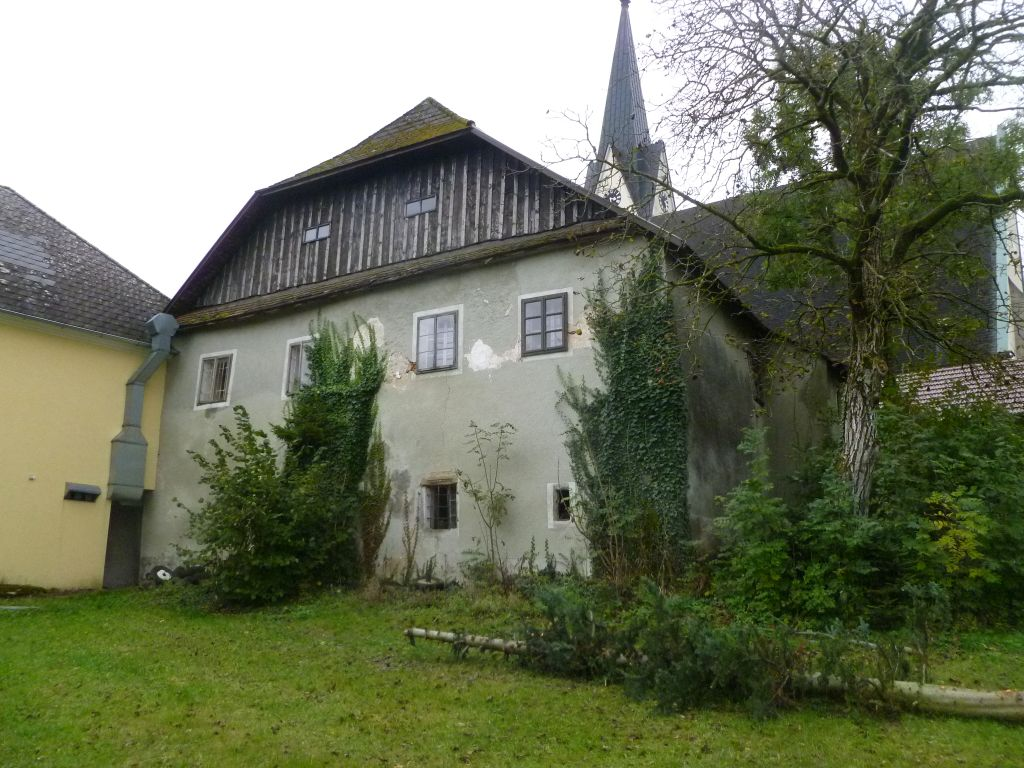
Rückseite der Malteser Commende
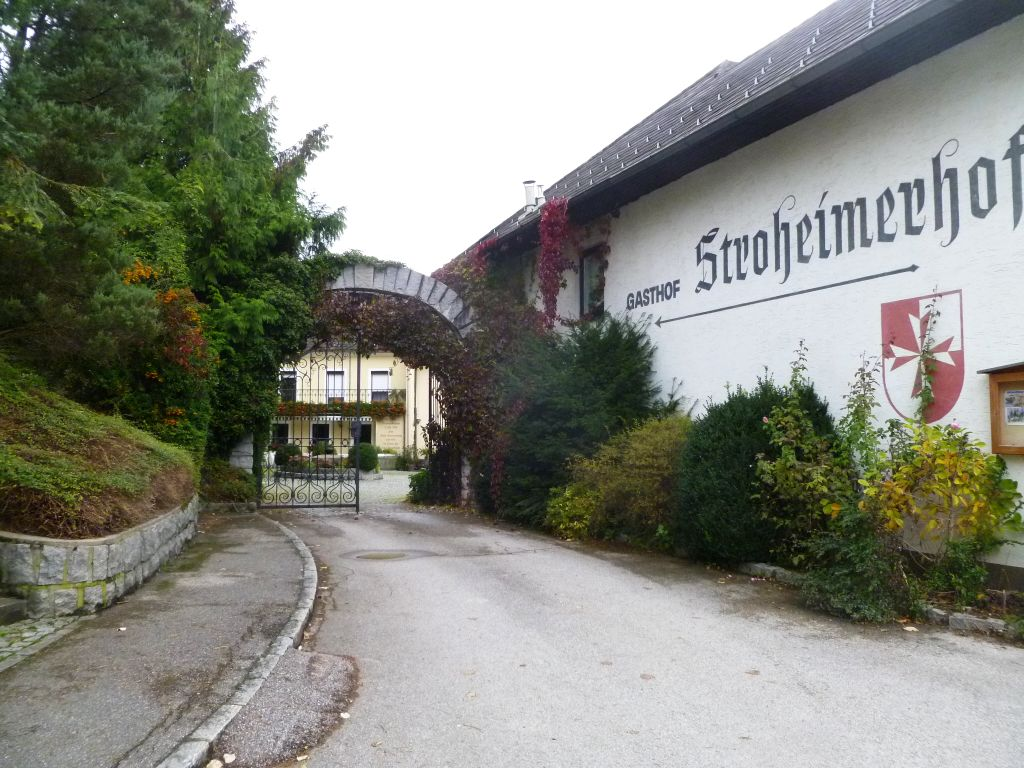
Gasthof Stroheimerhof